# Houston Rockets
O Houston Rockets é uma equipe profissional norte-americana de basquetebol baseada em Houston, Texas. Os Rockets competem na National Basketball Association (NBA) como membros da Conferência Oeste, divisão sudoeste. A equipe tem como arena o Toyota Center, onde jogam os seus jogos de casa. Em termos de história, os Rockets têm posse de 4 títulos da Conferencia de Oeste e 2 campeonatos de NBA. A equipe inicialmente surgiu em 1967 como os San Diego Rockets mas em 1971 relocou-se para Houston.
Os Rockets só ganharam 15 jogos no seu debut em 1967, contudo, no draft de 1968 selecionaram Elvin Hayes com a primeira escolha, levando esta equipe ao 4º lugar na conferencia, alcançando os playoffs pela primeira vez. Apesar disto, os Rockets só acabaram com uma pontuação positiva na temporada 1976-1977, quando trocaram por Moses Malone. Malone seguiu para ganhar 2 títulos de Jogador Mais Valioso (MVP) a levar os Rockets às finais da conferencia pela primeira vez. Mais tarde, também levou novamente os Rockets às finais do campeonato, sendo derrotados pelos Boston Celtics que na altura tinha em plantel Larry Bird e Kevin McHale. 
Em 1984, os Rockets fizeram draft a Hakeem Olajuwon, que mais tarde faria par com Ralph Sampson, formando um dos pares mais altos do NBA. Dado a alcunha de "Torres Gêmeas", estes levaram a equipe as finais de 1986, onde foram novamente derrotados pelos Celtics. Pelos anos 80, este par continuou a levar a equipe aos playoffs mas nunca foram mais longe do que a segunda rodada. Com a chegada de Rudy Tomjanovich como treinador, a equipe alcançou o melhor recorde na temporada de 1991-1992, e mais tarde levaram a equipe as finais de 1994, onde jogaram contra os New York Knicks de Patrick Ewing, ganhando, em 7 jogos, o primeiro campeonato para a equipe. Repetiram a vitoria nas finais de 1995, onde venceram o Orlando Magic dos novatos Shaquille O'Neal e Penny Hardaway em 4 jogos.
O ano seguinte obtiveram Charles Barkley, jogador All-Star, mas a presença de três da lista de NBA de melhores 50 jogadores de sempre (Olajuwon, Drexler e Barkley) não foi o suficiente para ultrapassar as finais da conferencia. Por 2001, o trio tinha desaparecido, e em seu lugar, os Rockets obtiveram o par de Tracy McGrady e Yao Ming, voltando a equipe a um número de recordes positivos. Apesar do potencial dos dois, nunca foram longe nos playoffs pois sofriam de lesões por longos períodos de tempo. Após a reforma de Yao Ming em 2011, os Rockets entraram num estado de reconstrução, desmantelando o plantel inteiramente e adquirindo Dwight Howard e James Harden, pondo a equipe num estado competitivo novamente. 
A franquia ficou no "contender" por 8 anos sempre nas posições mais altas da Conferencia Oeste tendo a campanha mais marcante na temporada 2017-2018 quando a franquia de Houston ficou com 65 vitórias na temporada regular e perdendo nos playoffs para o Golden State Warriors nas finais de conferência e com a estrela do time James Harden sendo o cestinha e MVP daquele ano.

Houston Rockets virou uma das franquias mais vitoriosas da década atraindo muitos fãs e sempre cogitada para a disputa do título da NBA, após a suspensão da temporada da NBA de 2019-20 , o Rockets foi uma das 22 equipes convidadas  para participar da bolha da NBA e jogar os últimos oito jogos finais da temporada regular e os playoffs. Depois que os Rockets foram eliminados nos playoffs pelo Los Angeles Lakers, o treinador D'Antoni informou aos Rockets que ele não voltaria ao time na temporada 2020-21. Durante o período da Free Agency, Westbrook foi trocado com o Washington Wizards em dezembro de 2020 para adquirir John Wall. E no começo da temporada 2020-2021, Harden e P.J Tucker também se despediram de Houston em função de trocas, fazendo o time ter um histórico de 17 vitórias na temporada regular, o menor número de todas as 30 franquias. Com esse resultado, a equipe entrou no "tank" conseguindo a escolha de número 2 no Draft de 2021, onde escolheu o ala-armador Jalen Green, que estava no IGNITE da liga de desenvolvimento (G-League).

## Números aposentados
- 22 - Clyde Drexler

- 23 - Calvin Murphy

- 24 - Moses Malone

- 34 - Hakeem Olajuwon

- 45 - Rudy Tomjanovich

- 11 - Yao Ming

- CD - Carroll Dawson - Assistente técnico e Diretor Geral